# El Retorno
El Retorno è un comune della Colombia facente parte del dipartimento di Guaviare.
Il centro abitato venne fondato da un gruppi di coloni negli anni sessanta.